# Côme Ledogar
Côme Ledogar, född den 23 maj 1991 i Annecy är en fransk racerförare.